# هيثر ونايت
هيثر ونايت (26 ديسمبر 1990 في المملكة المتحدة - ) (بالإنجليزية: Heather Knight)‏ هي لاعبة كريكت بريطانية. شاركت مع منتخب إنجلترا للكريكت. أما مع النوادي، فقد لعبت مع Western Storm ‏ وTasmanian Tigers (women's cricket) ‏.

## وصلات خارجية
- هيثر ونايت على موقع إي آس بي آن كريك إنفو (الإنجليزية)